# Geisa Coutinho
Geisa Aparecida Muniz Coutinho (Araruama, 1º giugno 1980) è una velocista brasiliana.

## Palmarès
| Anno | Manifestazione                 | Sede           | Evento        | Risultato  | Prestazione | Note              |
| ---- | ------------------------------ | -------------- | ------------- | ---------- | ----------- | ----------------- |
| 2003 | Mondiali indoor                | Birmingham     | 400 m piani   | Batteria   | 54"23       |                   |
| 2003 | Campionati sudamericani        | Barquisimeto   | 400 m piani   | Oro        | 51"81       |                   |
| 2003 | Campionati sudamericani        | Barquisimeto   | 4×400 m       | Oro        | 3'28"64     |                   |
| 2003 | Giochi panamericani            | Santo Domingo  | 400 m piani   | Batteria   | 53"23       |                   |
| 2003 | Giochi panamericani            | Santo Domingo  | 4×400 m       | Bronzo     | 3'28"07     |                   |
| 2003 | Mondiali                       | Saint-Denis    | 400 m piani   | Batteria   | 53"31       |                   |
| 2004 | Giochi olimpici                | Atene          | 400 m piani   | Batteria   | 52"18       |                   |
| 2004 | Giochi olimpici                | Atene          | 4×400 m       | Batteria   | 3'28"43     |                   |
| 2005 | Campionati sudamericani        | Cali           | 400 m piani   | Argento    | 52"94       |                   |
| 2005 | Campionati sudamericani        | Cali           | 4×400 m       | Oro        | 3'29"24     |                   |
| 2005 | Mondiali                       | Helsinki       | 4×400 m       | Finale     | dq          |                   |
| 2009 | Campionati sudamericani        | Lima           | 4×400 m       | Oro        | 3'32"69     |                   |
| 2009 | Mondiali                       | Berlino        | 4×400 m       | Batteria   | 3'31"42     |                   |
| 2011 | Campionati sudamericani        | Buenos Aires   | 400 m piani   | Bronzo     | 52"84       |                   |
| 2011 | Campionati sudamericani        | Buenos Aires   | 4×400 m       | Oro        | 3'31"66     |                   |
| 2011 | Mondiali                       | Taegu          | 400 m piani   | Semifinale | 51"87       |                   |
| 2011 | Mondiali                       | Taegu          | 4×400 m       | Batteria   | 3'32"43     |                   |
| 2011 | Giochi panamericani            | Guadalajara    | 400 m piani   | Bronzo     | 51"87       |                   |
| 2011 | Giochi panamericani            | Guadalajara    | 4×400 m       | Argento    | 3'29"59     |                   |
| 2012 | Mondiali indoor                | Istanbul       | 400 m piani   | Batteria   | dq          |                   |
| 2012 | Giochi olimpici                | Londra         | 400 m piani   | Batteria   | 53"43       |                   |
| 2012 | Giochi olimpici                | Londra         | 4×400 m       | Batteria   | 3'32"95     |                   |
| 2014 | World Relays                   | Nassau         | 4×400 m       | 8ª         | 3'31"59     |                   |
| 2014 | Giochi sudamericani            | Santiago       | 400 m piani   | Oro        | 51"81       |                   |
| 2014 | Giochi sudamericani            | Santiago       | 4×400 m       | Oro        | 3'35"07     | Record dei Giochi |
| 2015 | World Relays                   | Nassau         | 4×400 m       | 8ª         | 3'31"30     |                   |
| 2015 | Campionati sudamericani        | Lima           | 200 m piani   | Finale     | dns         |                   |
| 2015 | Campionati sudamericani        | Lima           | 400 m piani   | Oro        | 53"07       |                   |
| 2015 | Giochi panamericani            | Toronto        | 400 m piani   | 6ª         | 52"05       |                   |
| 2015 | Giochi panamericani            | Toronto        | 4×400 m       | Batteria   | 3'34"97     |                   |
| 2015 | Mondiali                       | Pechino        | 400 m piani   | Batteria   | 52"72       |                   |
| 2016 | Giochi olimpici                | Rio de Janeiro | 400 m piani   | Batteria   | 52"05       |                   |
| 2016 | Giochi olimpici                | Rio de Janeiro | 4x400 m       | Batteria   | 3'30"27     |                   |
| 2017 | World Relays                   | Nassau         | 4×400 m       | 9ª         | 3'34"68     |                   |
| 2017 | Campionati sudamericani        | Asunción       | 400 m piani   | Oro        | 52"03       |                   |
| 2017 | Campionati sudamericani        | Asunción       | 4×400 m       | Oro        | 3'33"00     |                   |
| 2018 | Giochi sudamericani            | Cochabamba     | 400 m piani   | Argento    | 52"93       |                   |
| 2019 | Campionati sudamericani        | Lima           | 400 m piani   | 4ª         | 53"51       |                   |
| 2019 | Mondiali                       | Doha           | 4×400 m mista | 8ª         | 3'16"22     |                   |
| 2020 | Campionati sudamericani indoor | Cochabamba     | 400 m piani   | Bronzo     | 54"75       |                   |
| 2021 | World Relays                   | Chorzów        | 4×400 m mista | Argento    | 3'17"54     |                   |
| 2021 | Campionati sudamericani        | Guayaquil      | 400 m piani   | 4ª         | 53"55       |                   |